# Student Agency
A Student Agency egy cseh utazási iroda, melynek fő tevékenységei az au pair programok, a repülőjegy-értékesítés és az autóbuszos személyszállítás. Székhelye Brnóban található. Neve ellenére szolgáltatásait nem csak diákoknak értékesíti. A céget a Brnói Műszaki Egyetemen végzett Radim Jančura alapította. 1996-os bejegyzése óta ő a cég vezérigazgatója és egyetlen tulajdonosa.

## Története

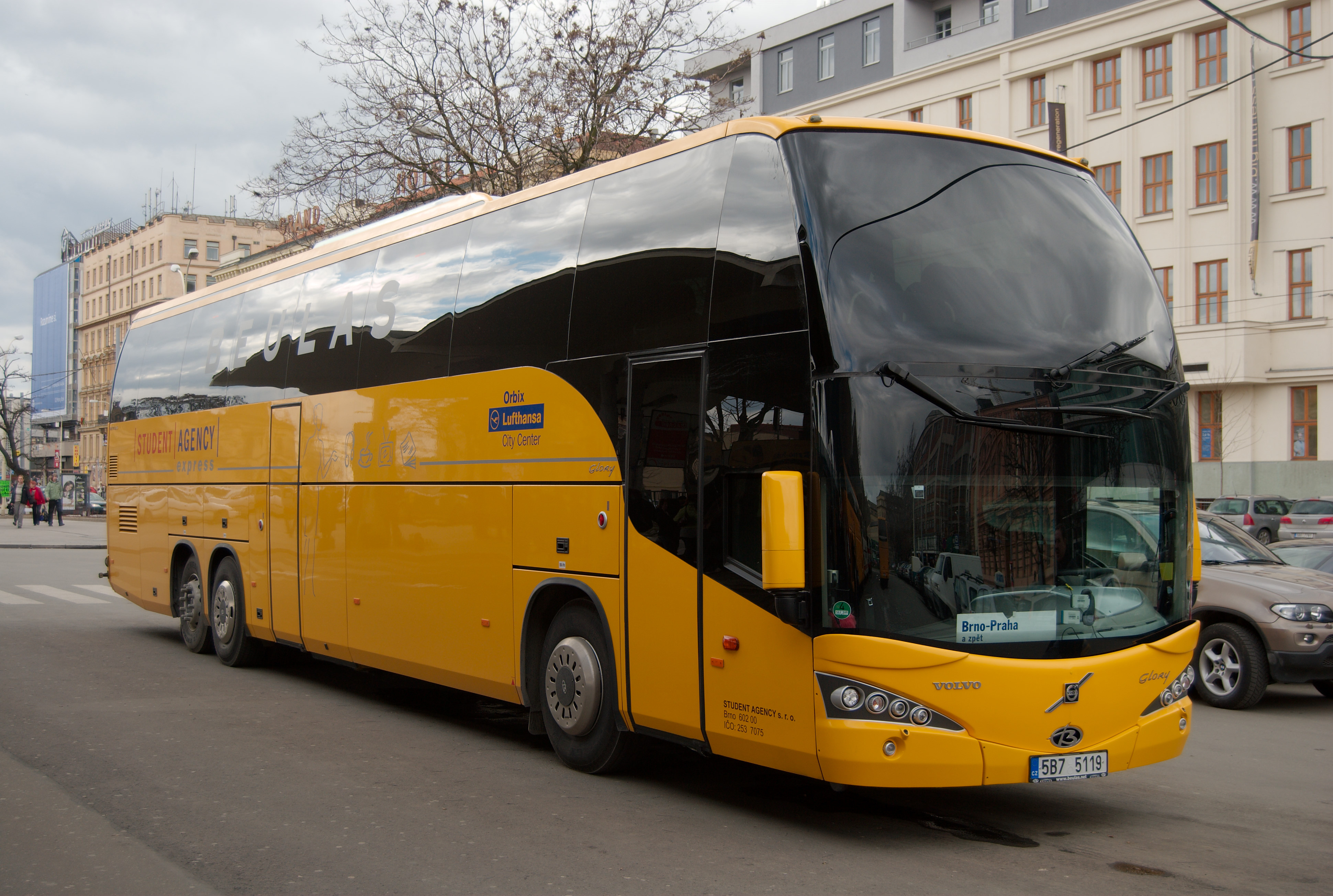
A Student Agency autóbusza

2004 végén a Student Agencynek 368 alkalmazottja volt, éves forgalma elérte az 1,5 milliárd, profitja pedig a 9 millió cseh koronát. 2006-ban Radim Jančura elnyerte az Ernst & Young Az év vállalkozója Csehországban díját A cég jegyzett tőkéje mindössze 1 millió korona. 2008 első felében 950 embert foglalkoztatott.
A társaság Prága, valamint Ostrava, Bécs (mindkettő Brnón keresztül), Plzeň, Liberec és Hradec Králové között közlekedtet autóbuszokat. A legforgalmasabb az éjjel-nappal közlekedő Prága–Brno járat. Számos, ritkábban közlekedő nemzetközi járata is van London, Amszterdam, Eindhoven, Hamburg, München, Berlin, Stuttgart, Párizs, Kassa, Budapest, Róma, Nápoly, Velence, Zürich, Bern, Genf, Stockholm, Oslo és néhány más úti cél felé.
A Student Agency tulajdonában van a RegioJet magán-vasúttársaság is, amely a cseh és a szlovák államvasutakkal versenyez. Csehországban az Ostrava–Prága vonalon végeznek menetrend szerinti személyszállítást. Szlovákiában 2012. március 4-én vették át a szolgáltatást a Pozsony–Komárom-vasútvonalon. Azóta több másik vonalon is üzemeltet menetrend szerinti InterCity vonatokat.

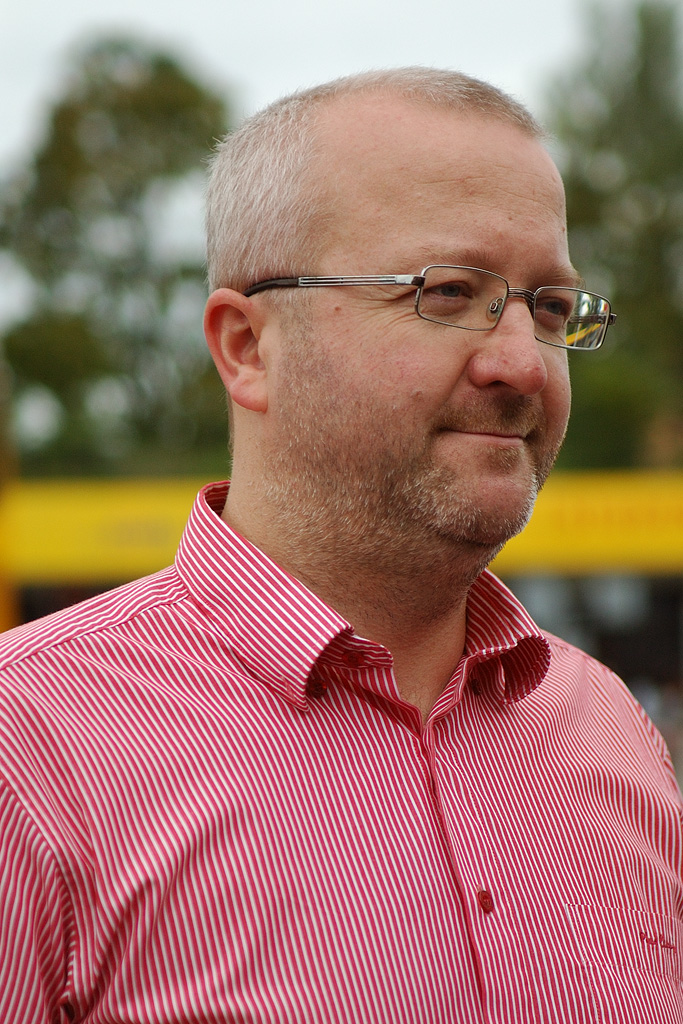
Az alapító-tulajdonos és elnök-vezérigazgató, Radim Jančura

## Pénzügyi adatok
A táblázatban a számok cseh koronában és milliós értékben értendők.
|                       | 2000 | 2001 | 2002 | 2003 | 2004  | 2005  | 2006  | 2007  | 2008  | 2009  | 2010  | 2011  |
| --------------------- | ---- | ---- | ---- | ---- | ----- | ----- | ----- | ----- | ----- | ----- | ----- | ----- |
| Üzemi bevételek       | 148  | 307  | 753  | 901  | 1 266 | 1 471 | 2 108 | 2 755 | 3 525 | 2 915 | 1 182 | 1 286 |
| Üzemi eredmény        | (0)  | (-1) | 5    | 5    | 7     | 12    | 13    | 19    | 21    | 112   | 104   | 107   |
| Adózás utáni eredmény | 0    | 1    | 1    | 2    | 3     | 7     | 7     | 0     | 13    | 76    | 76    | 86    |
| Eszközök              | 16   | 35   | 72   | 98   | 99    | 140   | 220   | 413   | 379   | 403   | 520   | 746   |
| Saját tőke            | 0    | 1    | 3    | 5    | 7     | 14    | 19    | 17    | 29    | 100   | 171   | 257   |

## Fordítás
- Ez a szócikk részben vagy egészben a Student Agency című angol Wikipédia-szócikk ezen változatának fordításán alapul.  Az eredeti cikk szerkesztőit annak laptörténete sorolja fel. Ez a jelzés csupán a megfogalmazás eredetét és a szerzői jogokat jelzi, nem szolgál a cikkben szereplő információk forrásmegjelöléseként.